# 臺灣厚盲蝽
臺灣厚盲蝽（学名：Eurystylus sauteri）为盲蝽科厚盲蝽屬下的一个种。